# عود صغير الثمار
عود صغير الثمار (الاسم العلمي:Aquilaria microcarpa) هو نوع من النباتات يتبع جنس العود من الفصيلة المثنانية.